# Glen Huntly
Glen Huntly är en stadsdel i Melbourne i Australien. Den ligger i kommunen Glen Eira och delstaten Victoria, omkring 11 kilometer sydost om centrala Melbourne. Antalet invånare är 4 085.